# Workin' Out!
Workin' Out! è un album di Bobby Timmons, pubblicato dalla Prestige Records nel 1965. Il disco fu registrato al "Rudy Van Gelder Studio" di Englewood Cliffs, New Jersey (Stati Uniti), nelle date indicate.

## Tracce
Lato A
1. Lela – 9:00 (Johnny Lytle) – Registrato il 21 ottobre 1964
2. Trick Hips – 7:45 (Bobby Timmons) – Registrato il 21 ottobre 1964
3. People – 2:40 (Bob Merrill, Jule Styne) – Registrato il 18 giugno 1964

Lato B
1. Bag's Groove – 9:00 (Milt Jackson) – Registrato il 21 ottobre 1964
2. This Is All I Ask – 8:35 (Gordon Jenkins) – Registrato il 21 ottobre 1964

## Musicisti
Brani A1, A2, B1 & B2
- Bobby Timmons  - pianoforte
- Johnny Lytle  - vibrafono
- Keter Betts  - contrabbasso
- William "Peppy" Hinnant  - batteria

Brano A3
- Bobby Timmons - pianoforte
- Sam Jones - contrabbasso
- Ray Lucas - batteria